# Untermerzbach
Untermerzbach este o comună din landul Bavaria, Germania.